# Szapporói sörmúzeum
A Szapporói sörmúzeum サッポロビール博物館|Sapporo Bīru Hakubutsukan egy múzeum, mely a Szapporo Garden Parkban található Higasi-kuban, Szapporo városában, Hokkaidó prefektúrában, Japánban. 2004-ben Hokkaidó örökségei egyik helyszínéül választották, a múzeum az egyetlen sörmúzeum Japánban. A vörös téglából készült épületet eredetileg a Sapporo Sugar Company gyárának emelték 1890-ben, majd 1987 júliusában múzeumként nyitották meg. Az épület déli szárnya a Sapporo Beer Garden-t is tartalmazza.

## Története
A Szapporo Sörmúzeum története a Meidzsi-korig nyúlik vissza, amikor William Smith Clark, aki Hokkaidóba O-jatoi gaikokudzsin-ként (御雇外国人, azok a külföldi tanácsadók, akiket a japán kormány bérelt fel speciális ismereteikre, hogy segítsenek Japán korszerűsítésében a Bakufu-korszak végén és a Meidzsi időszakban.) látogatott el, sörgyártást indított, és a hokkaidói egykori kormány, a Hokkaidó Kaitaku-si, számos sörfőzdét hozott létre Szapporóban. William Clark volt a Massachusetts-i Amherst Egyetem elnöke, - amely az Egyesült Államok akkori egyik legjobb technikával rendelkező cukorrépa-termesztője volt -, abban reménykedett, hogy ott tartózkodása alatt meghonosítja a cukorrépa-termesztést Hokkaidóban. Miután Clark visszatért az Egyesült Államokba, a Kaitaku-si megkezdte a cukorrépa-termelést Nanae faluban, amely jelenleg Hakodate része. Ez volt az első cukorrépa-termesztés Hokkaidóban.
1878-ban épült a Kaitaku-si által átruházott cukorrépa-termesztő Szapporo Mezőgazdasági Főiskola, (a Hokkaidó Egyetem elődje) valamint 1879-ben a Monbecu Cukorgyár, ahol jelenleg Date városa található. A cukorgyár privatizálásra került, és 1888-ban a Sapporo Company egy cukorgyártó üzemben alapította meg a múzeumot Naebo faluban, amely a mai Naebo volt Higasi-ku, Szapporo területén. A vállalat cukorrépa-cukorgyártó cégként jött létre, és tanácsot kértek külföldi mérnököktől. A Sapporo Sugar Company gyárépülete később Szapporo sörmúzeumként és Szapporo sörkertként működött. Az épület megvalósítását Hokkaidó kormánya és egy németországi székhelyű cég, a Sangerhausen társaság felügyelte.
Amíg a cukorgyártó épületet megépítették, 1876. szeptember 23-án létrehozták a Kaitaku-si Sörgyárat azon a helyen, ahol most a Sapporo Factory áll, amit Murahasi Hiszanari kormányfő építtetett. A sörgyár főmérnöke Nakagava Szeibei volt, aki a sörfőzés technikáját Németországban tanulta. Az avatást a sörfőzde tartotta, és az épület előtt sörtartalmú hordókat állítottak ki. Ezeket a hordókat restaurálták és jelenleg a Szapporo sörmúzeum területén találhatók.
A Kaitaku-si Sörgyárat elkobozták, később 1887 decemberében a Sapporo Beer Company létrejött, amely később a Szapporo Sörfőzde lett. A tajvani cukorgyártóknak az 1895-ös első kínai-japán háború végén történt népszerűsítése miatt a japán cukorgyártás csökkent, ami a Sapporo Sugar Company által üzemeltetett cukorrépa-gyár felszámolását okozta. 1903-ban a Sapporo Beer Company megvásárolta és átalakította a gyárat sörfőzésre való használatra.
A gyárat 1965-ig üzemeltették, 1967-ben alakult meg az épület harmadik emeletén a Kaitaku-si Sör Emlékcsarnok, amely a gyár történelmi rekordjait, eszközeit és dokumentumait őrzi. Az épület felújítását követően a Szapporo sörmúzeumot 1987 júliusában hivatalosan is megnyitották a nyilvánosság számára. Miután a gyár sörfőzde részlege Eniva városába lett áthelyezve, az épületet felújították és 2004 decemberében újra megnyitották.
1996-ban a Kulturális Ügynökség javasolta, hogy a Szapporo sörmúzeumot Japán egyik fontos kulturális helyeként jegyezzék be. A múzeum azonban visszautasította a javaslatot. Elsősorban azért, mert, ha nyilvántartásba vették volna, csak a kormány engedélyével lehetett volna minden alkalommal megújítani az épületet, ami a múzeum számára kellemetlen lett volna.

## Áttekintés

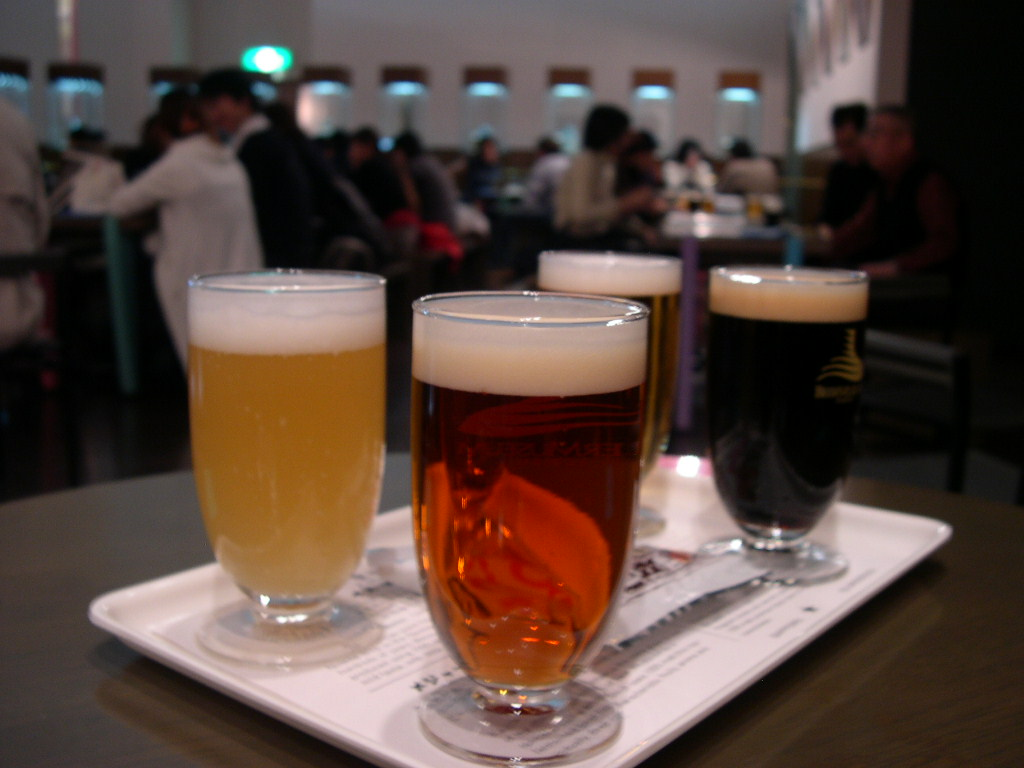
Jebiszu sörkóstolás; sötét és világos lager, búzasör és ale

A Szapporo Sörmúzeum ingyenesen várja látogatói három emeleten. A múzeumban tárlatvezetés is kérhető. A sörgyártásban résztvevők és a Sapporo Brewery Inc. történetét bemutató panelek kiállításra kerülnek. Más kiállított tárgyak közé tartoznak például a sörpalackok, jelek, poszterek, az épület miniatúrái és a sörkészítés eszközei. Néhányat a sörfőzdében használtak még a második világháború előtt.
Mivel a DaiNippon Beer Company, a Sapporo Sörgyár elődjének egy része is a múzeumban volt, a Yebisu Beerrel kapcsolatos anyagok és a Sapporo Beer is szerepel a múzeumban. A múzeumi bár a második emeleten található, a látogatók  a Sapporo Beer alkoholtermékeit is kipróbálhatják. Az első emeleten található a "Star Hall" nevű étterem, valamint egy szuvenírbolt is. A Sapporo Garden Parkban található az Ario Sapporo, egy bevásárlóközpont és a Szapporo sörkert, amelyek a múzeumhoz kapcsolódnak.

## Fordítás
- Ez a szócikk részben vagy egészben  a   Sapporo Beer Museum című angol Wikipédia-szócikk fordításán alapul.  Az eredeti cikk szerkesztőit annak laptörténete sorolja fel. Ez a jelzés csupán a megfogalmazás eredetét és a szerzői jogokat jelzi, nem szolgál a cikkben szereplő információk forrásmegjelöléseként.

## Külső hivatkozások
- A Szapporói sörmúzeum (angolul)
- Happy Jappy — Sapporo Beer Museum (angolul)